# 政策研究
政策研究是政治學的一個分支學科，包括對政策制定過程和政策內容的分析。 政策分析包括實質性領域研究（如健康或教育政策）、項目評估和影響研究，以及政策設計。 它“涉及系統地研究替代公共政策的性質、原因和影響，特別強調確定將實現既定目標的政策”。 它於1960年代和1970年代在美國出現。
政策研究還考察了民間社會、私營部門或更常見的公共部門（如政府）制定政策所產生的衝突和衝突解決方案。
雖然政策研究經常側重於公共部門，但它也適用於其他組織（例如，非營利部門）。一些政策研究專家畢業於公共政策學校並獲得公共政策學位。或者，專家可能具有政策分析、項目評估、社會學、心理學、哲學、經濟學、人類學、地理學、法律、政治學、社會工作、環境規劃和公共行政等專業訓練背景。